# جادوگر دریای زمین
جادوگر دریای زمین یک رمان فانتزی است که توسط نویسنده آمریکایی اورسولا کی لو گین نوشته شده و اولین بار توسط پارناسوس ناشر خرده‌پا در سال ۱۹۶۸ منتشر شد. این رمان به عنوان یک رمان کلاسیک و فانتزی از ادبیات کودکان در نظر گرفته می‌شود. داستان در مجمع الجزایر خیالی دریای زمین می‌گذرد و در مورد یک جادوگر جوان به نام گد است که در روستایی در جزیره گونت متولد شده است. او زمانی که هنوز پسر است قدرت زیادی از خود نشان می‌دهد و به مدرسه جادوگری می‌رود، جایی که او را به درگیری با یکی از دانش‌آموزان سوق می‌دهد. در طول یک دوئل جادویی، گد طلسم می‌شود و موجودی همواره او را آزار می‌دهد. این رمان سفر گد به دنبال رهایی از این طلسم است.
این رمان تربیتی به عنوان یک رمان یا داستان بلوغ شناخته شده است، زیرا روند یادگیری گد را برای مقابله با قدرت و رسیدن به توافق با مرگ بررسی می‌کند. این رمان همچنین موضوعات تائوئیسم را در مورد تعادل اساسی در جهان زمین دارد که جادوگران باید آن را حفظ کنند، در واقع به این ایده مرتبط است که زبان و نام‌ها قدرت دارند تا بر جهان مادی تأثیر بگذارند و این تعادل را تغییر دهند. ساختار داستان شبیه به داستان حماسی سنتی است، اگرچه منتقدان آن را به عنوان تحمیل این ژانر به بسیاری از روش‌ها توصیف کرده‌اند.
جادوگر دریای زمین در ابتدا به عنوان اثری برای کودکان و سپس در میان مخاطبان عمومی، نقدهای بسیار مثبتی دریافت کرد. این کتاب در سال ۱۹۶۹ برنده جایزه کتاب بوستن گلوب هورن شد و یکی از آخرین دریافت کنندگان جایزه لوئیس کارول شلف در سال ۱۹۷۹ بود. مارگارت اتوود آن را یکی از «چشمه های» ادبیات فانتزی نامید.  لو گین بعد از این پنج کتاب نوشت که در مجموع به عنوان چرخه دریای زمین شناخته می‌شوند، همراه با جادوگر دریای زمین: گورهای آتوان (۱۹۷۱)، دورترین کرانه (۱۹۷۲)، تهانو (۱۹۹۰)، باد دیگر (۲۰۰۱)، و قصه‌هایی از دریای زمین (۲۰۰۱). جورج ادگار اسلوسر این مجموعه را به عنوان «اثری با سبک و تخیل بالا» توصیف کرد،  در حالی که آماندا کریگ گفت که جادوگر دریای زمین «مهیج‌ترین، عاقلانه‌ترین و زیباترین رمان کودکانه تا به حال» بود. 